# Władysław Gostomski
Władysław Gostomski herbu Nałęcz (ur. 6 czerwca 1862 w Zalesiu, zm. 26 czerwca 1937 w Katowicach) – inżynier, tytularny generał brygady Wojska Polskiego.

## Życiorys
Władysław Gostomski urodził się 6 czerwca 1862 roku w Zalesiu, w powiecie rawskim, w rodzinie Stanisława, ziemianina, i Józefy. Ukończył szkołę średnią w Krakowie, Oddział Inżynierii w Akademii Wojskowo-Technicznej w Wiedniu. Następnie tamże ukończył również Wyższy Kurs Inżynierii. Od 18 sierpnia 1882 roku służył w cesarskiej i królewskiej armii. Zajmował m.in. stanowiska kierownika ekspozytury rolnej w Rawie Ruskiej i oficera łącznikowego namiestnika galicyjskiego. Dosłużył stopnia pułkownika.
27 grudnia 1918 roku został przyjęty do Wojska Polskiego z zatwierdzeniem posiadanego stopnia pułkownika i wyznaczony na stanowisko komendanta XXI Powiatowej Komendy Uzupełnień w Rzeszowie. Jednocześnie był dowódcą garnizonu Rzeszów. Na początku czerwca 1920 roku został przeniesiony do dyspozycji Dowództwa Okręgu Generalnego „Poznań” w Poznaniu. 22 maja 1920 roku został zatwierdzony z dniem 1 kwietnia 1920 roku w stopniu pułkownika piechoty, w grupie oficerów byłej armii austro-węgierskiej. Z dniem 1 maja 1921 roku został przeniesiony w „stały stan spoczynku z prawem noszenia munduru”, w stopniu pułkownika piechoty.
26 października 1923 roku Prezydent RP Stanisław Wojciechowski zatwierdził go w stopniu tytularnego generała brygady. 
Żonaty z Zofią z Ponińskich (ślub 1893 r.), po jej śmierci w 1911 roku ożenił się ponownie. Miał czwórkę dzieci: Stefana, Ludwika, Aleksandrę i Zofię. Początkowo po przejściu w stan spoczynku mieszkał w Łodzi, następnie przeniósł się do Katowic, gdzie zmarł. Pochowany na cmentarzu Rakowickim w Krakowie.
W 1926 roku nakładem Magistratu Wielkich Katowic została wydana praca autorstwa Władysława Nałęcz-Gostomskiego zatytułowana „Dzieje i rozwój Wielkich Katowic jako ośrodka górnośląskiego przemysłu i stolicy autonomicznego woj. śląskiego”.

## Awanse
- porucznik (leutnant) – 1882
- starszy porucznik (oberleutnant) – 1887
- kapitan II klasy (hauptmann II kl.) - ?
- kapitan I klasy (hauptmann I kl.) – 1896
- major (major) – 1906
- podpułkownik (oberstleutnant) – 1910
- pułkownik (oberst) – 1917
- tytularny generał brygady – 26 października 1923